# Казарма (Ишимбайский район)
Казарма — упразднённый в 1988 году хутор в Макаровском сельсовете Ишимбайском районе Башкортостана.

## География

### Географическое положение
Расстояние до:
- районного центра (Ишимбай): 74 км,
- ближайшей ж/д станции (Стерлитамак): 70 км.

## История
Основан в 1950-е годы.
Существовал до 1985 года.
Ликвидировано официально в 1988 году, согласно Указу Президиума ВС Башкирской ССР от 20.05.1988 № 6-2/168 «Об исключении из учётных данных некоторых населенных пунктов»

## Население
В 1959 году — 54 человек, в 1969 — 5.

## Экономика
Сейчас территория хутора — летний лагерь колхоза «Победа».

## Транспорт
Находился на трассе Стерлитамак — Белорецк — Магнитогорск, где «наиболее проблемный участок — в 21 км — от деревни Макарово до населенного пункта Казарма. Старая дорога на этом участке фактически непригодна к проезду, особенно в весенне-осенний период, поскольку здесь скальный грунт, и родники сносят полотно с весенними водами».